# 도조역 (효고현)
도조역(일본어: 道場駅, どうじょうえき)은 일본 효고현 고베시 기타구에 위치한 서일본 여객철도의 역이다. 하지만 고베시의 주요 역들과는 거리가 상당히 떨어져 있기 때문에 특정지역제도의 혜택을 받지 못하게 되었다.

## 역 구조
상대식 승강장으로 2면 2선의 지상역이다. 무인역이었기 때문에 과거에는 역 앞의 술집이나 차내에서 승차권을 사야만 했었다. 현재는 간이 발권기가 설치되어 있어 그러한 불편은 해소되었다. 이코카 및 제휴 교통카드의 사용이 가능하다.

### 승강장
| 1 | ■ JR 다카라즈카 선 | 산다 · 사사야마구치 방면            |
| 2 | ■ JR 다카라즈카 선 | 아마가사키 · 오사카 · 기타신치 방면 |

## 역사
- 1899년 1월 25일: 한카쿠 철도 아리마구치 ~ 산다 간에 연장하여 개업.
- 1907년 8월 1일: 국유화에 따라 일본국유철도 소속이 되었다.
- 1909년 10월 12일: 노선 명칭 제정에 따라 한카쿠 선의 일부가 되었다.
- 1912년 3월 1일: 노선 명칭 개정에 따라 한카쿠 선의 후쿠치야마 선 이남이 후쿠치야마 선으로 개칭되어 그 일부가 되었다.
- 1987년 4월 1일: 민영화에 의해 서일본 여객철도의 소속이 되었다.
- 2003년 11월 1일: 이코카의 사용이 개시되었다.

## 인접정차역
| 서일본 여객철도 후쿠치야마 선 | 서일본 여객철도 후쿠치야마 선 | 서일본 여객철도 후쿠치야마 선 |
| ----------------------------- | ----------------------------- | ----------------------------- |
| 다케다오 오사카 방면          | ■ JR 다카라즈카 선 보통       | 산다 후쿠치야마 방면          |